# Первый Лионский собор
Первый Лионский собор — вселенский собор римско-католической церкви, созванный в 1245 году в главном храме Лиона бежавшим из Рима папой Иннокентием IV для того, чтобы отлучить от церкви своего врага — императора Фридриха II, а также португальского короля Саншу II.
В 40-х годах XIII века происходил длительный конфликт между Папским престолом и императором Священной Римской империи Фридрихом II Гогенштауфеном, которым был охвачен весь католический мир. Папа римский Иннокентий IV в 1244 году тайно покинул Ватикан, который был в руках Фридриха, и перебрался в Лион, где в 1245 году созвал Первый Лионский собор (XIII вселенский Собор), основным вопросом которого был конфликт папы с Фридрихом .
На собор съехались не более 150 епископов, а также светские лица — французский король Людовик IX и латинский император Балдуин II. Епископы объявили императора низложенным за вероломство, нарушение мира, святотатство и еретичество. Собор призвал все страны поддержать Седьмой крестовый поход, подготовкой которого занимался Людовик.
Кроме конфликта Папского престола с императором Священной Римской империи Собор  рассматривал также: юридические вопросы, связанные с церковным судопроизводством и церковным имуществом; помощь государствам крестоносцев и новом крестовом походе на Святую Землю; обсуждал вопрос о татарской угрозе. Одно из постановлений Собора было  «Christianae religionis», посвященное военно-оборонительным мероприятиям против угрозы нападения татар. Предполагалось возведение оборонительных сооружений на восточных границах Европы. Эти сооружения должны были возводиться усилиями приграничных с Монгольской империей католических государств. Также предусматривалось создание системы предварительного оповещения о возможном движении татарских войск, причем эту систему должен был возглавлять папа. Однако главные усилия Иннокентий IV в противодействии  татарам было в создании союзов как католических, так и православных государств для совместной обороны. Это направление было тесно связано с вопросом церковной унии с православными князьями.